# Paolo Pola
Graf Paolo Luigi Pola (* 10. Februar 1773 in Treviso; † 3. Dezember 1841 ebenda) war ein italienischer Dichter und Opernlibrettist. Er war im Napoleonischen Königreich Italien Kammerherr des Vizekönigs.

## Herkunft
Paolo Luigi entstammte dem alten italienischen Adelsgeschlecht der Grafen Pola, das seit 1607 auch eine böhmische Linie besaß. Manche Mitglieder der Familie waren Förderer der Kunst, wie beispielsweise Frá Camillo Graf Pola, der u. a. Antonio Vivaldi und Tomaso Albinoni unterstützte. Für Mitglieder der Familie arbeiteten auch Pietro Lombardo, Giorgio Massari, Lorenzo Lotto, Giovanni Antonio Canal und Paris Bordone.

## Leben
Graf Paolo Pola gehörte zu den führenden Persönlichkeiten von Treviso in der Zeit Napoleons. Er arbeitete mit der französischen Regierung und wurde 1807 Ritter des Ordens der Eisernen Krone und Kammerherr am Hof des italienischen Vizekönigs („ciambellano della corte del viceré“).
Als Napoleon Bonaparte Treviso besuchte, nahm er gemeinsam mit Joseph Bonaparte, Louis Berthier, Joachim Murat und Géraud Christophe Michel Duroc an einem Ehrenmahl teil, das Pola ausrichtete.
Nach der Niederlage Napoleons zog sich Paolo Pola aus der Politik zurück und fing an, Gedichte zu schreiben. Er schrieb auch mehrere Libretti, die von bedeutenden italienischen Komponisten wie Saverio Mercadante, Giuseppe Persiani, Stefano Pavesi, Pietro Generali und Giovanni Pacini vertont wurden. Er starb in Treviso und wurde in Fanzolo in der Nähe der Familienvilla begraben.

## Werke
- Bianca, e Fernando (Musik von Giovanni Bellio)
- Ardano e Dartula (Musik von Stefano Pavesi)
- Caritea, Regina di Spagna (Musik von Saverio Mercadante)
- Francesca di Rimini (Musik von Pietro Generali)
- Costantino in Arles (Musik von Giuseppe Persiani)
- Fernando, Duca di Valenza (Musik von Giovanni Pacini)